# 科尔扎诺
科尔扎诺（義大利語：Corzano），是意大利布雷西亚省的一个市镇。总面积12平方公里，人口1296人，人口密度108.0人/平方公里（2009年）。国家统计（ISTAT）代码为017064。